# Hanspeter Schaudig
Hanspeter Schaudig (* 20. Jahrhundert) ist ein Altorientalist.
Hanspeter Schaudig studierte vom Wintersemester 1986/1987 bis zum Sommersemester 1991 Assyriologie, namentlich Akkadisch und Sumerisch, sowie Vorderasiatische Archäologie, Islamwissenschaft, Arabisch, Hebräisch und Aramäisch an der Universität Freiburg, vom Wintersemester 1991/1992 bis zum Sommersemester 1997 an der Universität Münster, wo zudem noch Ugaritisch hinzu kam. In Münster erfolgte im Juli 1997 mit einer Arbeit zum Thema Die Inschriften Nabonids von Babylon und Kyros’ des Grossen. Texte und Grammatik die Promotion. Anschließend wurde er Wissenschaftlicher Mitarbeiter Manfried Dietrichs an dessen Lehrstuhl für Ugaritistik, wo Schaudig neben der Lehre und Forschungen zu den Kulturen Syriens und der Levante für die Untersuchung der Texte aus Alalaḫ zuständig war. Nach der kurzzeitigen Vertretung einer Assistenz am Assyrologischen Lehrstuhl der Universität Heidelberg von April bis Juli 2001 wurde Schaudig Wissenschaftlicher Mitarbeiter am an der Universität Münster angesiedelten Sonderforschungsbereich 493 „Funktionen von Religion in antiken Gesellschaften des Vorderen Orients“. Zum August 2003 wurde er Wissenschaftlicher Assistent in Heidelberg, zum August 2009 Wissenschaftlicher Mitarbeiter am an der Freien Universität Berlin angesiedelten Grabungsprojekt der Deutschen Orientgesellschaft in Aššur. 2009/2010 vertrat er erneut die Assistenz in Heidelberg. Im August 2010 wurde Schaudig Mitarbeiter des Forschungsprojektes Edition literarischer Keilschrifttexte aus Assur der Heidelberger Akademie der Wissenschaften. Zum 11. Juli 2012 erfolgten die Habilitation und die Verleihung der venia legendi für das Fach Assyriologie-Altorientalistik an der Universität Heidelberg, Thema der Qualifikationsschrift war Tradition and Transformation of the ‘Catastrophe of Ibbi-Sîn’ in Babylonian Literature. Seit August 2017 ist Schaudig außerplanmäßiger Professor am Institut für Assyriologie der Universität Heidelberg.

## Schriften
- Herausgeber mit Manfried Dietrich und Ingo Kottsieper: “Und Mose schrieb dieses Lied auf”. Studien zum Alten Testament und zum Alten Orient. Festschrift für Oswald Loretz zur Vollendung seines 70. Lebensjahres mit Beiträgen von Freunden, Schülern und Kollegen. (= Alter Orient und Altes Testament, Band 250), Ugarit-Verlag, Münster 1998, ISBN 3-927120-60-X.
- Die Inschriften Nabonids von Babylon und Kyros’ des Grossen samt den in ihrem Umfeld entstandenen Tendenzschriften. Textausgabe und Grammatik. (= Alter Orient und Altes Testament, Band 256), Ugarit-Verlag, Münster 2001, ISBN 3-927120-75-8.
- Herausgeber mit Oswald Loretz und  Kai A. Metzler: Ex Mesopotamia et Syria Lux. Festschrift für Manfried Dietrich zu seinem 65. Geburtstag. (= Alter Orient und Altes Testament, Band 281), Ugarit-Verlag, Münster 2002, ISBN 3-927120-99-5.